# Arbouans
Arbouans település Franciaországban, Doubs megyében. Lakosainak száma 891 fő (2022. január 1.). Arbouans Montbéliard és Voujeaucourt községekkel határos.

## Népesség
A település népességének változása:
| Lakosok száma | 1019 | 942  | 1185 | 997  | 958  | 943  | 945  | 910  | 902  | 891  |
|               | 1968 | 1982 | 1990 | 2006 | 2013 | 2015 | 2017 | 2019 | 2020 | 2022 |